# Stormbringer (oggetto immaginario)
Stormbringer (letteralmente scatenatrice di tempeste, ma tradotto in italiano con Tempestosa) è la spada demoniaca, brandita da Elric di Melniboné, il protagonista della saga fantasy omonima, dello scrittore inglese Michael Moorcock.
Stormbringer è una spada senziente, benché questo non emerga fino alla fine della saga. La forma è quella di uno spadone a due mani, di colore nero, con rune rosse incise per tutta la lunghezza della lama, e di materiale sconosciuto; il potere più importante che possiede è di "risucchiare" le anime delle persone che uccide. È grazie all'energia che ricava attraverso Stormbringer, e dall'uso di droghe, che Elric (altrimenti debolissimo) ricava la sua forza. Il tema dello stregone o negromante fisicamente debole è ricorrente nella fantasy grazie proprio al personaggio creato da Michael Moorcock; un altro esempio è quello del mago Raistlin presente nei romanzi di Margaret Weis e Tracy Hickman ambientati nel mondo Dragonlance.
Stormbringer ha una spada gemella chiamata Mournblade ("Luttuosa" nella versione italiana).

## Influenza culturale

### Musica
- Stormbringer è il titolo di un album discografico dei Deep Purple del 1974 e di una canzone in esso contenuta
- The Chronicle of the Black Sword è un concept album degli Hawkwind ispirato alla saga di Elric e alla sua spada
- la canzone Black Blade dei Blue Öyster Cult parla di Tempestosa
- Stormbringer Ruler è un album della band power metal italiana Domine
- le canzoni, della power metal band italiana Domine, The Chronicles of the Black Sword (contenuta nell'album Champion Eternal) e The Song of the Swords (contenuta nell'album Emperor of the Black Runes) parlano del duello tra le spade Tempestosa e Luttuosa, brandite da Elric e Yyrkoon

### Giochi
- Stormbringer è il titolo di un gioco di ruolo ambientato nel mondo di Elric e pubblicato da Chaosium
- Spade "vampiriche" simili a Stormbringer appaiono in numerosi giochi, incluso Dungeons & Dragons e la saga di Legacy of Kain.
- Stormbringer appare (in via non ufficiale) nel videogioco Nethack.
- Stormbringer ha molte caratteristiche in comune con Frostmourne (in italiano "Gelidanima"), la caratteristica spada del Re dei Lich nella saga videloudica di Warcraft. Frostmourne, nella medesima saga, appartiene tra l'altro alla categoria di spade chiamata "Mournblades" ("Spade runiche" in italiano)